# Salda (Toura)
Pour les articles homonymes, voir Salda (homonymie).
La Salda (en russe : Салда) est une rivière de l'oblast de Sverdlovsk, en Russie. La Salda est un affluent de la Toura dans laquelle elle conflue en rive droite. C'est donc un sous-affluent de l'Ob par la Toura d'abord, puis par la Tobol et enfin par l'Irtych.

## Géographie
La longueur de la Salda est de 182 kilomètres. Elle draine un bassin versant de 3 670 km2.
La rivière prend sa source sur le rebord oriental des monts Oural, à peu de distance à l'est de la ville de Kouchva, située quant à elle sur la Toura.
Elle passe un peu à l'est de Krasnoouralsk. À ce niveau, un réservoir a été aménagé sur la rivière, dans le but d'alimenter la ville.
Passé cette ville, la Salda se dirige globalement vers le nord-est. Elle finit par se jeter dans la Toura en rive droite, au niveau de la petite localité d'Oust-Salda.
La rivière est gelée depuis octobre-début novembre jusque fin avril-début mai.

## Villes traversées
- Krasnoouralsk est située un peu à l'ouest du cours de la rivière (gisement de cuivre).

## Hydrométrie - Les débits à Prokopievskaïa Salda
La Salda est une rivière assez abondante. Son débit a été observé pendant 32 ans (sur la période allant de 1937 à 1986) à Prokopievskaïa Salda, petite localité située à 36 kilomètres de son confluent avec la Toura.
Le débit annuel moyen ou module observé sur cette période à Prokopievskaïa Salda, était de 13,4 m3/s pour une surface de drainage de 3 120 km2, soit plus ou moins 85 % de la totalité du bassin versant de la rivière qui en fait 3 670. La lame d'eau d'écoulement annuel dans le bassin se montait de ce fait à 135,5 millimètres, ce qui peut être considéré comme assez modéré.
Rivière alimentée en partie par la fonte des neiges, la Toura est un cours d'eau de régime nivo-pluvial.
Les hautes eaux se déroulent au printemps, d'avril à juin, ce qui correspond au dégel et à la fonte des neiges de son bassin. À partir du mois de juin, le débit baisse progressivement, mais se maintient à un niveau satisfaisant tout au long du reste de l'été et de l'automne. En octobre on observe même un léger rebond du débit, de très faible ampleur, lié aux précipitations de l'automne.
Au mois de novembre, le débit de la rivière baisse fortement, ce qui mène rapidement à la période des basses eaux. Celle-ci a lieu de décembre à mars inclus et correspond aux gels intenses de l'hiver qui s'abattent sur toute la région.
Le débit moyen mensuel observé en février (minimum d'étiage) est de 1,06 m3/s, soit plus ou moins 2,5 % du débit moyen du mois de mai, maximum de l'année (43,6 m3/s), ce qui souligne l'amplitude très importante des variations saisonnières. Ces écarts de débit mensuel peuvent être encore bien plus marqués d'après les années : sur la durée d'observation de 32 ans, le débit mensuel minimal a été de 0,23 m3/s en mars 1969 (230 litres), tandis que le débit mensuel maximal s'élevait à 113 m3/s en avril 1973.
En ce qui concerne la période libre de glace (de mai à octobre inclus), le débit minimal observé a été de 0,7 m3/s en août 1958 (700 litres).